# St. Mauritius und Gefährten (Niederfischbach)

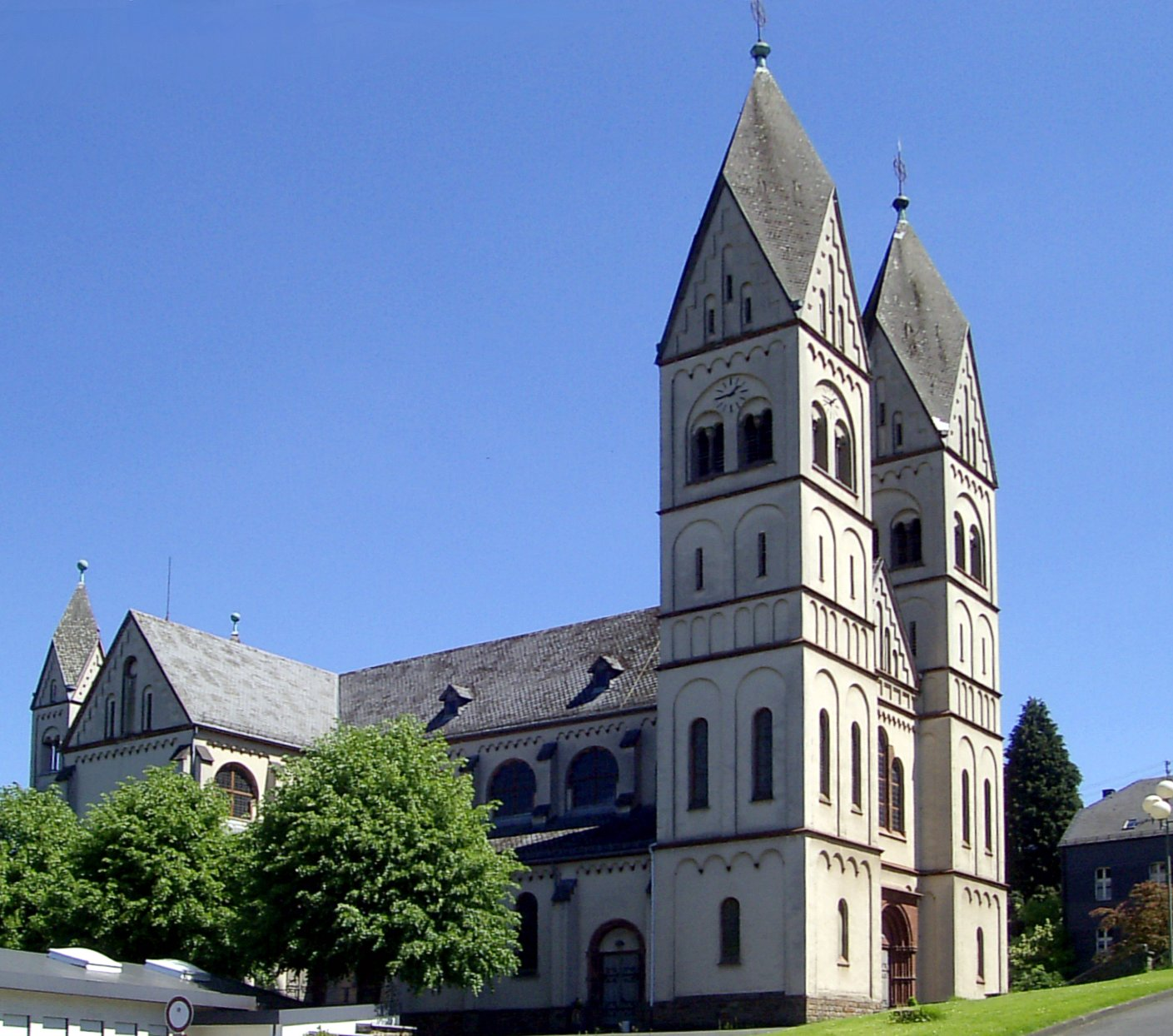
St. Mauritius und Gefährten (2009)

St. Mauritius und Gefährten, auch bekannt als Siegerländer Dom, ist die katholische Kirche von Niederfischbach im Landkreis Altenkirchen (Westerwald) in Rheinland-Pfalz.

## Vorgeschichte
Niederfischbach gehörte kirchlich gesehen zu Haiger. Weil sich andere Gebiete in diesem Bereich etwa im 12. Jahrhundert von Haiger trennten und eigenständige Pfarreien wurden, geht man auch für Niederfischbach von der Selbstständigkeit zu dieser Zeit aus. Es wurde eine erste Pfarrkirche errichtet, deren Turm heute noch steht und zur evangelischen Kirche gehört. Die alte Kirche wurde nach 1560 unter dem Grafen von Sayn evangelisch und 1626 wieder katholisch, nachdem der Trierer Erzbischof die Freusburg beherrschte. Es kam immer wieder zu Konflikten und Nutzungsansprüchen seitens beider Konfessionen. So kam es zu dem Kompromiss, dass die Kirche von 1652 bis 1898 von beiden Konfessionen genutzt wurde (Simultaneum).
Das große Bevölkerungswachstum in der Pfarrei Niederfischbach führte dazu, dass Ende 1896 etwa 2700 Menschen dort lebten und die alte simultan genutzte Kirche nicht mehr genügend Fassungsvermögen bot. Schon seit 1891 hatte es Forderungen nach einer neuen Kirche gegeben, doch erst vier Jahre später konnte man sich einigen: Nach Beendigung des Simultaneums wurden beide Konfessionen gleichberechtigt behandelt. Zum Preis von 15.000 Mark erwarb die evangelische Kirchengemeinde das Eigentum an der Simultankirche und einen Großteil der Einrichtung. Die Katholiken mussten die Kirche bis spätestens Ende 1898 verlassen.

## Baugeschichte
In der Folge erwarb die katholische Kirchengemeinde Gelände im Bereich des Philippstriechs. Es sollte eine romanische Kirche mit Anleihen an St. Kastor in Koblenz, der Andernacher Kirche Maria Himmelfahrt und der Abteikirche Maria Laach entstehen. Geplant war ein Kostenrahmen von rund 90.000 Mark.
Der Architekt Hermann Ritzefeld wurde beauftragt, entsprechende Baupläne auszuarbeiten. Anfang Februar 1897 einigte sich der Kirchenvorstand auf einen seiner Entwürfe und schrieb das Bauvorhaben aus. Daraufhin meldeten sich viele regionale Betriebe, insgesamt gingen 48 Angebote ein. Weil in der Gegend kein brauchbarer Bruchstein vorhanden war, entschied man sich für Ziegelsteine als Baumaterial. Innerhalb eines Jahres wurden rund eine Million Steine gebrannt.
Mitte März 1897 legte man den Grundriss der Kirche fest und steckte ihn ab. Am 25. Juli folgte die feierliche Grundsteinlegung. Im Winter 1897 wurden die Arbeiten an der Kirche größtenteils unterbrochen und im nächsten Frühling fortgesetzt. Die Einweihung konnte am 13. November 1898 vollzogen werden, die Konsekration folgte am 3. Juli 1900 und wurde vom Trierer Bischof Michael Felix Korum durchgeführt. Heute ist die Kirche ein Kulturdenkmal.

## Schutzpatron

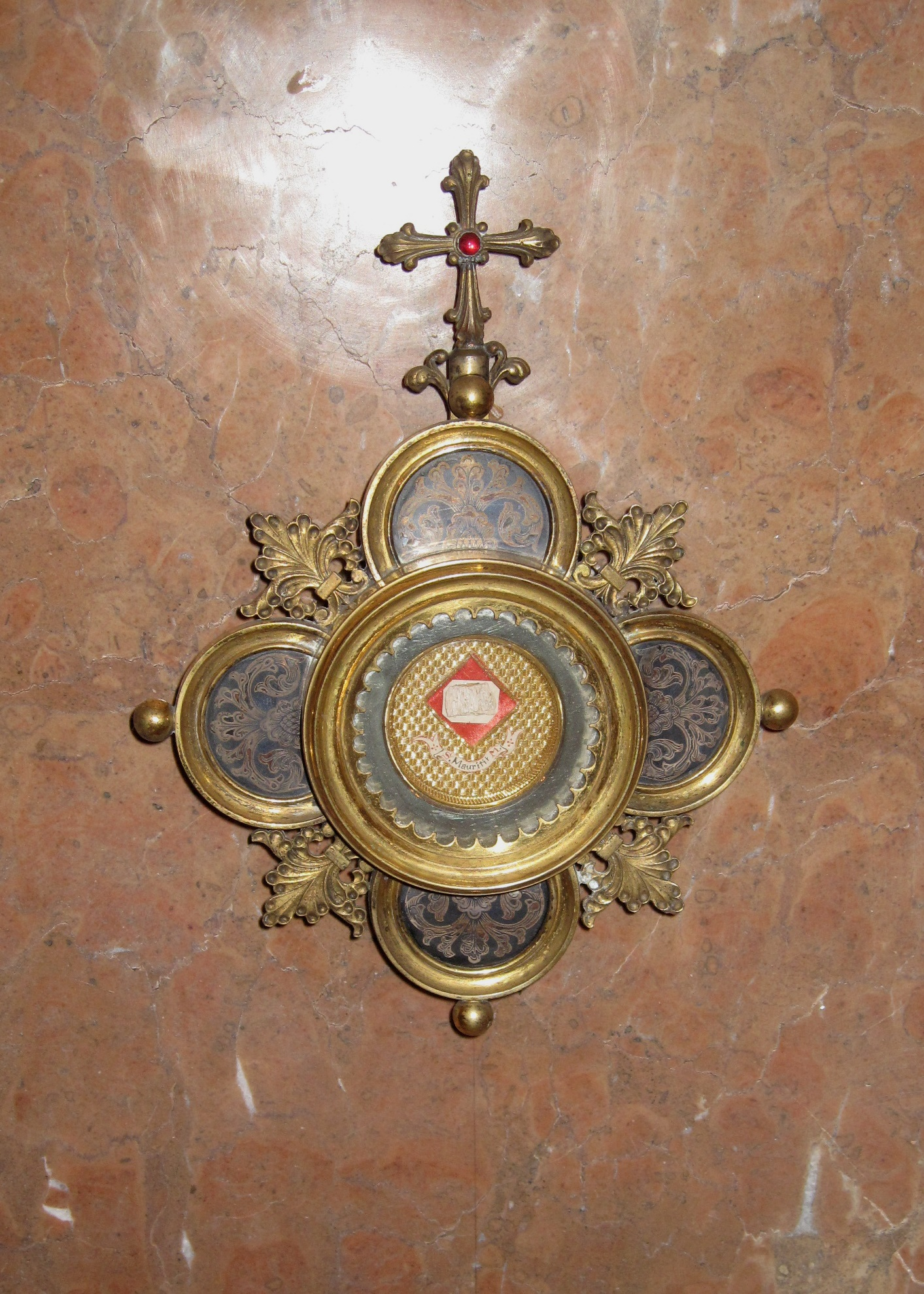
Reliquiar

Man geht davon aus, dass schon die erste Kirche dem Heiligen Mauritius und seinen Gefährten geweiht war. Die Gemeinde ist noch heute in Besitz von Reliquien, von denen eine im Altarstein aufbewahrt wird, eine andere in einem eigenen Reliquiar. Bildnisse des Schutzpatrons finden sich im linken Seitenaltar sowie in einem Chorfenster.

## Glocken
Nach der Erlangung ihrer Selbstständigkeit gab die katholische Kirchengemeinde den Auftrag für vier Glocken. Eine davon wurde gestiftet. Die ersten beiden Glocken wurden schon 1898 bestellt und trugen die Namen Mauritiusglocke und Johannes Nepomuk. Erstere wurde im Ersten Weltkrieg eingeschmolzen, die Johannesglocke war bis 1928 in Funktion. Sechs neue Glocken wurden 1928 bei der Glockengießerei Heinrich Humpert in Brilon in Auftrag gegeben. Sie kosteten rund 20.500 Reichsmark und konnten bis Pfingsten 1928 fertiggestellt werden. Die Schlagtöne waren h0, d1, e1, fis1, a2 und h1. Von 1931 bis 1934 wurde schrittweise ein Elektroantrieb eingebaut. Auch diese Glocken wurden beschlagnahmt und im Zweiten Weltkrieg eingeschmolzen. Nach dem Krieg bestellte man abermals sechs Glocken, dieses Mal beim Bochumer Verein. Sie wurden 1948 geliefert.

## Orgel
Die Firma Johannes Klais Orgelbau wurde damit beauftragt, eine Orgel für die Kirche zu bauen. Man rechnete mit Kosten von 120.000 Reichsmark. 1921 konnte der erste Bauabschnitt fertiggestellt werden. Wegen finanzieller Unsicherheiten wurde der zweite Teil erst 1941 bestellt. Da allerdings die Werkstatt von Klais 1944 zerbombt wurde, wurden die weiteren Orgelelemente zerstört. Der unfertige erste Teil der Orgel wurde 1958, nach Fertigstellung der Stockmannorgel, nach Kreuztal verkauft, wo sie in umgebauter Form bis in die Mitte der 1990er Jahre Dienst tat.

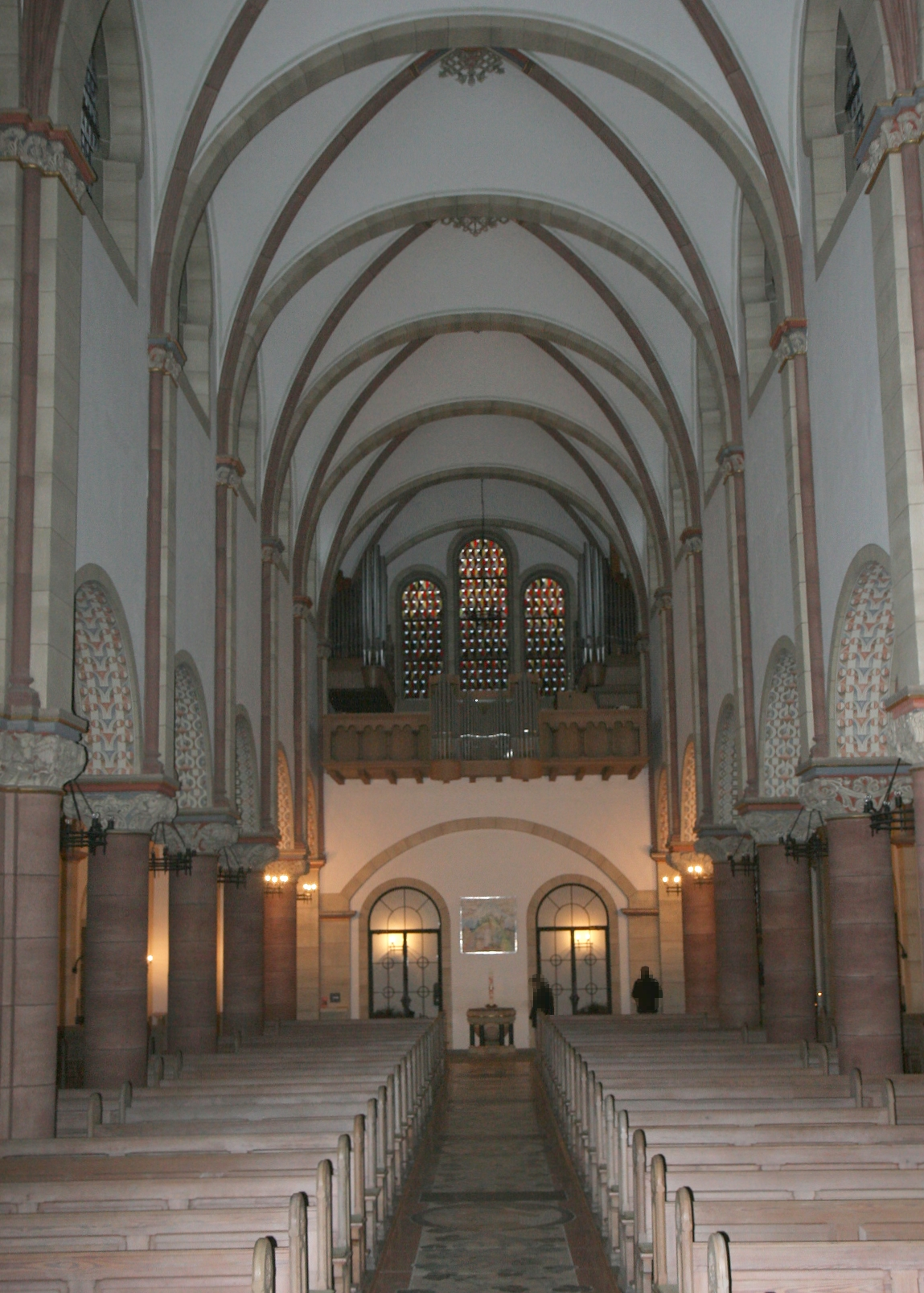
Blick zur Orgelempore

1957 wurde erneut eine Orgel in Auftrag gegeben, dieses Mal beim Orgelbauer Stockmann. Der Prospekt ist dreiteilig und gewährt den Blick auf die Dreifenstergruppe. Durch Orgelbau Schulte erfolgte im Jahr 2002 ein Renovierungsumbau. In diesem Zuge wurde die Intonation abgemildert und einige vom Neobarock geprägte Register ersetzt. Diese bis heute benutze Orgel hat elektropneumatische Kegelladen und folgende Disposition:
| I Hauptwerk C–g3 |                |
| Bordun           | 16′            |
| Prinzipal        | 8′             |
| Rohrflöte        | 8′             |
| Oktave           | 4′             |
| Hohlflöte        | 4′             |
| Oktave           | 2′             |
| Sesquialtera     | 2 ⁄3′ + 1 3⁄5′ |
| Mixtur IV        | 1 ⁄3′          |
| Trompete         | 8′             |

| II Rückpositiv C–g3 |       |
| Gedackt             | 8′    |
| Praestant           | 4′    |
| Spitzflöte          | 2′    |
| Quinte              | 1 ⁄3′ |
| Scharff III–IV      | 1′    |
| Krummhorn           | 8′    |

| III Schwellwerk C–g3 |      |
| Holzflöte            | 8′   |
| Gambe                | 8′   |
| Schwebung            | 8′   |
| Blockflöte           | 4′   |
| Schweizerpfeife      | 2′   |
| Oktävlein            | 1′   |
| Zimbel III           | 1⁄2′ |
| Basson-Hautbois      | 8′   |
| Tremulant            |      |

| Pedal C–f1  |     |
| Violonbass  | 16′ |
| Subbass     | 16′ |
| Zartbass    | 16′ |
| Oktavbass   | 8′  |
| Gedacktbass | 8′  |
| Choralbass  | 4′  |
| Posaune     | 16′ |
| Trompete    | 8′  |